# 模擬市民4：露天度假
《模擬市民4：露天度假》是電腦遊戲《模擬市民4》的第一款游戏包，于2015年1月13日发布。包括新的目的地、新物件、新着装以及新互动。
该游戏包繼承了模擬市民三代資料片《世界歷險記》、二代資料片《環遊世界》及一代資料片《歡樂假期》的遊戲特色，模擬市民能夠卸下平日沉重的工作和學業，探索一個各有特色的旅遊景點。